# Луї Лашеналь
Луї Лашеналь (фр. Louis Lachenal) (17 липня 1921, Ансі, Верхня Савоя - 25 листопада 1955, Біла долина, Монблан) — знаменитий французький альпініст.
В 1934 році здійснив перше сходження на скелю Біклоп (фр. Biclope). Згодом працював інструктором зі скелелазіння та гірських лиж на гірськолижному курорті Ле-Контамін-Монжуа.

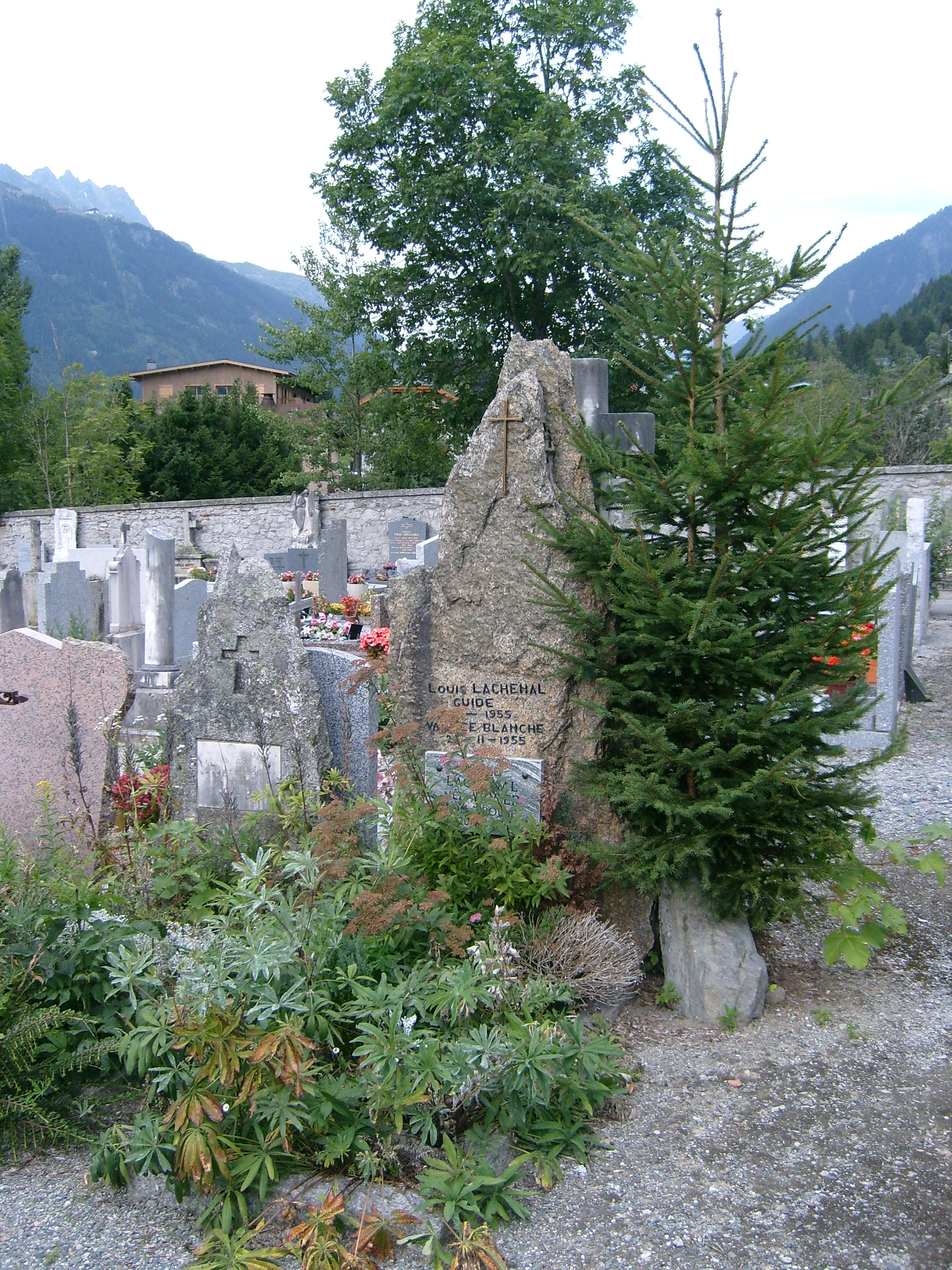
Могила Луї Лашеналя на кладовищі в Шамоні

Головне спортивне досягнення — підкорення першого восьмитисячника Аннапурна разом з Морісом Ерцог 3 червня 1950 року.
Ще одне важливе досягнення — друге проходження північної стіни Ейгера, однієї з найскладніших в Альпах, разом з Ліонелем Терраєм в 1947 році.
Трагічно загинув в Білій Долині, одному з найпопулярніших місць в районі Шамоні під час спуску на лижах (разом з Жаном-П'єром Пайотом) з вершини Егюій-дю-Міді. В умовах не надто хорошої погоди провалився на сніжному мосту в тріщину, впавши на глибину 25 м.